# 山謬·芬奇
山謬·芬奇（德語：Samuel Finzi， 1966年1月20日—），是一名保加利亞猶太裔德國男演員，曾參與數百部電影、電視和戲劇作品，較為知名的電影作品如《紅酒燉香雞》（2011年）、《熱戀攻心》（2011年）、《紅酒燉香雞2 香檳雞》（2013年）、《真愛LINE著你》（2016年）、《班級聚會》（2018年）及《集體婚禮》（2020年）等。

## 簡介
山謬生於普羅夫迪夫，父親茲克·芬奇（Itzhak Fintzi）也是一名演員，母親吉娜·塔巴科娃（Gina Tabakova）則是一名鋼琴家，而他的兒子伊斯拉·芬奇（Ezra Finzi）2007年生，同為童星出身的演員。自從小打定主意朝電影發展，並前往海外開創自己的人生道路。於1989年畢業於保加利亞的索菲亞電影學院。
此外，山謬有猶太裔的血統。

## 個人生活
山謬居住於德國的夏洛滕堡，曾與劇作家迪米特拉·佩特鲁（Dimitra Petrou）結婚，後來因被診斷出患有腦瘤後於2005年去世。山謬與現任妻子索蕾兒·雅典娜·渣甸（Sorrel Athina Jardine）在一起，並育有兩個孩子。

## 外部連結
- 山謬·芬奇在互联网电影资料库（IMDb）上的資料（英文）
- 山謬·芬奇的Instagram帳戶